# Hoy (canción de Nicole)
«Hoy» es una canción de la cantante chilena Nicole. El single funcionó como adelanto de lo que sería su sexta producción, Panal, aunque posteriormente la canción fue descartada del tracklist de la primera edición física del disco.

## Información general
Durante su primer embarazo en el año 2008, Nicole vivió una de sus etapas más creativas en temas de composición, fue en ese periodo cuando compuso “Hoy”, una canción que habla de vivir el día a día, dejar las malas experiencias atrás, aprender de ellas y ser más fuerte para enfrentar el futuro.
La primera presentación en público del sencillo fue en La Cumbre del Rock Chileno II el 11 de enero de 2009, fecha que marcó el regreso de Nicole a los escenarios luego de haber dado a luz a su primer hijo, León.
La primera versión de “Hoy” fue producida completamente por Nicole y mezclada por Barry Sage durante febrero de 2009. Luego, en marzo del mismo año, los hermanos Durán, fundadores de la banda Los Bunkers le propusieron a Nicole producir una nueva versión para “Hoy” y trabajar para algunos temas de su nuevo álbum.
El 5 de mayo del 2009 la cadena de radios perteneciente a  Ibero Americana estrenó con una alta rotación diaria la versión final de “Hoy”, que incluye una nueva estrofa y una sonoridad más inclinada al rocanrol de los setenta.
“Hoy” fue grabada y mezclada en los estudios Triana, en Santiago de Chile, producido por Nicole y Mauricio y Francisco Durán.

## Videoclip

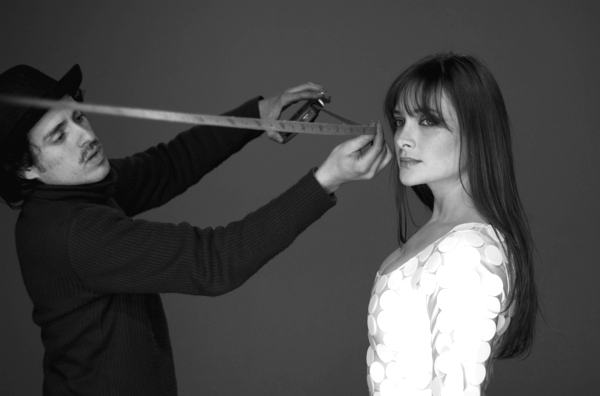
Nicole en pleno rodaje de su videoclip "Hoy".

El sencillo "Hoy" pertenece al primer videoclip chileno de larga duración llamado “EsPop”, dirigido por Sebastián Soto Chacón bajó la producción de Alterado! denominado por ellos mismos como un cortometraje musical.
El proyecto fue ganador del Fomento Audiovisual 2008, y fue rodado durante noviembre del 2008 y abril del 2009 en Santiago de Chile.
La historia transcurre en un mundo de ficción, basado en cómics de detectives y cuenta la historia de Ágatha ( Nicole), una ladrona de voces que está fugitiva de la ley, quien se enamora de Mr. Lake (Sergio Lagos), un detective tras sus pasos.
El cortometraje une dos canciones “Hoy” de Nicole y “Es Pop” del primer disco solista de Sergio Lagos, protagonistas de la historia, además cuenta con las actuaciones especiales de Javiera Parra, Francisco González (ex Lucybell), Claudio Narea, Sofía Oportot (Lulu Jam!) y Juanita Parra (Los Jaivas).
Existen dos versiones del video, la versión extendida que se une con la canción de Sergio Lagos, y la versión editada con el sencillo "Hoy", que resumen la primera parte del cortometraje, eliminando los diálogos.

### Créditos del video
- Director: Sebastián Soto Chacón
- Productor: Nicolás Soto Chacón
- Director de Fotografía: Francisca Verluys
- Compañía Productora: Alterado!

## Concurso «Tú eres el director»
En abril de 2010, la marca de celulares Sony Ericsson y la cantante Nicole se unieron en un proyecto interactivo invitando a la gente a editar el videoclip de la canción “Hoy”, con motivo del lanzamiento del nuevo teléfono VIVAZ de Sony Ericsson, que graba en alta definición (HD). Por medio de un sistema de edición adaptado en el sitio web , los concursantes podrían editar el video de manera fácil y simple, disponiendo para ello de una cantidad de miniclips realizados por la artista junto al equipo de producción Alterado!. Una vez finalizado el clip, los visitantes del sitio también pueden votar por su clip favorito para obtener como premio el teléfono Sony Ericsson Vivaz.

## «Soltera otra vez»
La canción «Hoy» fue utilizada como tema principal de la exitosa telenovela chilena Soltera otra vez, transmitida por la cadena televisiva Canal 13. La canción fue incluida junto a su versión acústica en la banda sonora de la telenovela, que obtuvo disco de oro.

## Versiones oficiales
1. Single Version 4:16
2. Radio Edit 3:35
3. Versión Acústica 3:46

## Presentaciones en vivo destacadas

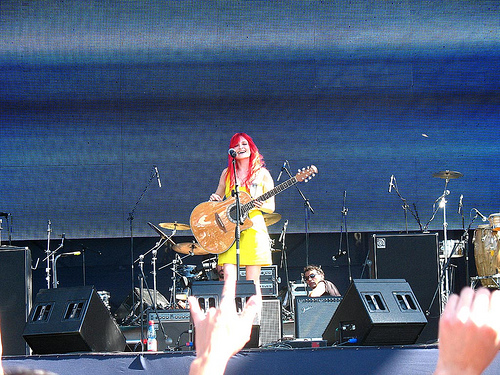
Nicole presentando «Hoy» en la Cumbre del Rock Chileno II

Presentaciones claves donde Nicole ha presentado "Hoy".
- Cumbre del Rock Chileno II (2009): Luego de haber dado a luz a su primer hijo, Nicole aprovechó de hacer su regreso a los escenarios en la 2.ª Cumbre del Rock Chileno realizado en el Club Hípico, dónde presentó “Hoy” ante más de 40 mil personas.

- 20 años de música (2009): Para la celebración de sus 20 años de carrera musical, Nicole finalizó el concierto con la canción “Hoy”, en ese entonces su más reciente sencillo. Este concierto fue registrado para una edición en DVD que saldrá a la venta el 2010.

## Listas musicales de canciones

### 2009
| Listas                  | Máxima posición |
| ----------------------- | --------------- |
| Chile (Top 100 Singles) | 75              |

### 2012
| Listas                  | Máxima posición |
| ----------------------- | --------------- |
| Chile (Top 100 Singles) | 9               |